# Lijst van beelden in Sint Anthonis
Dit is een (onvolledige) chronologische lijst van beelden in Sint Anthonis. Onder een beeld wordt hier verstaan elk driedimensionaal kunstwerk in de openbare ruimte van de Nederlandse gemeente Sint Anthonis, waarbij beeld wordt gebruikt als verzamelbegrip voor sculpturen, standbeelden, installaties, gedenkltekens en overige beeldhouwwerken.
Voor een volledig overzicht van de beschikbare afbeeldingen zie: Beelden in Sint Anthonis op Wikimedia Commons.
| Geplaatst   | Omschrijving                                 | Kunstenaar             | Straat                                                                                   | Plaats        | Materiaal         | Afbeelding |
| ----------- | -------------------------------------------- | ---------------------- | ---------------------------------------------------------------------------------------- | ------------- | ----------------- | ---------- |
| ...         | Twee Mozaïeken                               | onbekend               | Deken Schmerlingstraat                                                                   | Oploo         |                   |            |
| 1896        | Heilige Antonius van Padua                   | onbekend               | Brink (op de voorgevel van het Sint Antonius Abt klooster)                               | Sint Anthonis |                   |            |
| 1896        | Heilige Catharina                            | onbekend               | Dorpsstraat (op de voorgevel van de Sint Catharinakerk)                                  | Ledeacker     |                   |            |
| 1920        | Heilige Antonius Abt                         | onbekend               | Breestraat                                                                               | Sint Anthonis | steen             |            |
| 1930        | Heilig Hartbeeld                             | Jules Déchin           | Grotestraat                                                                              | Oploo         | gietijzer         |            |
| 1937        | Heilig Hartbeeld                             | Willem van Hoorn       | Brink                                                                                    | Sint Anthonis | brons             |            |
| 1950        | Sint Matthias                                | onbekend               | Vloetweg (hoek Blauwstraat)                                                              | Oploo         | tufsteen          |            |
| 1953 / 1997 | Muurreliëf                                   | Harrie Kreukels        | Blauwstraat                                                                              | Oploo         |                   |            |
| 1956        | De Barmhartige Samaritaan                    | Gerard Bruning         | Breestraat                                                                               | Sint Anthonis | beton             |            |
| 1956 / 1997 | Kracht, Behendigheid en Evenwicht            | Pépé Grégoire          | Hoefstraat                                                                               | Sint Anthonis | steen             |            |
| 1958        | De Zaaier                                    | Hein Koreman           | Stevensbeekseweg                                                                         | Stevensbeek   | brons             |            |
| 1958        | Parmantige plattelandsjongen                 | Hein Koreman           | stond bij de land- en tuinbouwschool (onbekend of dit beeld er nog steeds staat)         | Sint Anthonis |                   |            |
| 1963        | Kruisbeeld                                   | Frans Coppelmans       | Steenakker/Peelkant                                                                      | Sint Anthonis | beton             |            |
| 1966        | Twee nonnen                                  | Gerard Bruning         | Dorpsstraat                                                                              | Wanroij       |                   |            |
| 1970        | De Vlieger                                   | Rien Evers             | Kerkplein                                                                                | Landhorst     | brons             |            |
| 1977        | Antonius met het varken                      | Leo Geurtjens          | Brink                                                                                    | Sint Anthonis | hardsteen         |            |
| 1982        | De Twisse Tussteker                          | Frans Giesbers         | Schoolstraat                                                                             | Westerbeek    | ijzer             |            |
| 1984        | Stevensbeek 50 jaar                          | Rien Evers             | Kloosterstraat                                                                           | Stevensbeek   |                   |            |
| 1988        | Cornelius                                    | Juul van de Kolk       | Corneliushof/Lepelstraat                                                                 | Wanroij       | iepenhout         |            |
| 1995        | 't Juffere                                   | Marleen van de Steeg   | Kasteelgracht                                                                            | Oploo         | keramiek          |            |
| 1995        | De Peelwerker                                | Rieky Wijsbek          | Kerkplein                                                                                | Landhorst     | brons             |            |
| 1995        | De Zon van onze Hoop                         | Wim Rijvers            | Lepelstraat/Kleine Dijk                                                                  | Sint Anthonis | brons             |            |
| 1997        | Oorlogsmonument (ook wel Lancaster-monument) | Juul Baltussen         | Stevensstraat                                                                            | Westerbeek    | rvs               |            |
| 1997        | wapen van de gemeente Sint Anthonis          | onbekend               | Brink (op de voorgevel van het gemeentehuis)                                             | Sint Anthonis |                   |            |
| 1997        | Ut Pèèrd                                     | Gerard Engels          | Brink                                                                                    | Sint Anthonis | brons             |            |
| 1997        | Vogelvlucht                                  | Pieter Kortekaas       | De Merret                                                                                | Sint Anthonis | brons             |            |
| 1998        | Harmonie                                     | Ernst Barten           | Dorpsstraat                                                                              | Ledeacker     | ijzer             |            |
| 1998        | Vrouwen van de Bron                          | Karel Zijlstra         | Giesenplein                                                                              | Wanroij       | brons             |            |
| 1998        | Zonnewijzer                                  | Juul Baltussen         | Schoolstraat                                                                             | Westerbeek    | ijzer             |            |
| 1999        | Aan de oever van 't Leecke                   | Juul Baltussen         | Dorpsstraat                                                                              | Ledeacker     | cortenstaal/ijzer |            |
| 1999        | Bewogen op weg                               | Renée van Leusden      | Brink                                                                                    | Sint Anthonis | brons             |            |
| 1999        | Margrieten Plastiek                          | Marleen van de Steeg   | Margrietenhof                                                                            | Sint Anthonis | keramiek          |            |
| 2000        | De Eenden                                    | Marieke Derks          | Raamweg/Lindenplein (vernield, alleen de zwemvliezen staan er nog)                       | Wanroij       | brons             |            |
| 2000        | Verleden en Toekomst                         | Carla Vrendenberg      | Zichtstraat                                                                              | Wanroij       | brons             |            |
| 2000        | Zonnewijzer                                  | Juul Baltussen         | Dorpsstraat                                                                              | Ledeacker     | cortenstaal       |            |
| 2000        | Veronica                                     | Evert van Hemert       | De Merret                                                                                | Sint Anthonis | brons             |            |
| 2003        | Het Gesprek                                  | Pieter Kortekaas       | De Taverne                                                                               | Sint Anthonis | brons             |            |
| 2003        | Monument voor het ongedoopte kind            | Christ Nijs            | Dorpsstraat                                                                              | Ledeacker     |                   |            |
| 2004        | (zonder titel)                               | Marianne van Schaijk   | Stevensbeekseweg                                                                         | Stevensbeek   |                   |            |
| 2004        | De Fietser                                   | Clemens Driessen       | Kwikstraat                                                                               | Wanroij       | brons             |            |
| 2004        | Moerasgeest                                  | Juul van de Kolk       | Corneliushof/Lepelstraat                                                                 | Wanroij       | iepenhout         |            |
| 2005        | Tôntje d'n Dwerg                             | Rainer Schumacher      | Watermolenstraat                                                                         | Oploo         | brons             |            |
| 2005        | Uit het licht ontstaat het leven             | Ton Bredie             | Paulusstraat                                                                             | Sint Anthonis | kunststof         |            |
| 2007        | Dromen van een pasgeborene                   | Mariëlle van den Bergh | Brink                                                                                    | Sint Anthonis | verzinkt staal    |            |
| 2008        | De Pad                                       | Antoinette Briët       | Giesenplein                                                                              | Wanroij       | brons             |            |
| 2008        | Koningstronen                                | Juul Baltussen         | Brink                                                                                    | Sint Anthonis | cortenstaal/rvs   |            |
| 2009        | Schattentanz III                             | Alfred Gockel          | Paulusstraat                                                                             | Sint Anthonis | cortenstaal       |            |
| 2009        | De Draak                                     | Juul Baltussen         | Grotestraat/Loonseweg                                                                    | Oploo         | cortenstaal       |            |
| 2010?       | Gehende mit Damenrad                         | Peter Nettesheim       | dr. Verbeecklaan (Landschapspark achter zorgcentrum Op 't Hoogveld - niet meer aanwezig) | Sint Anthonis |                   |            |
| 2010        | kruisbeeld                                   | Juul van de Kolk       | Peelkant/De Waterval (in de kapel)                                                       | Wanroij       | iepenhout         |            |
| 2010        | Die Aufteilung                               | Eberhard Foest         | Lindenpark                                                                               | Wanroij       |                   |            |
|             | 14 reliëfs                                   | onbekend               | Brink                                                                                    | Sint Anthonis | steen             |            |
|             | Heilig Hartbeeld                             | onbekend               | Stevensstraat (voor de pastorie)                                                         | Westerbeek    |                   |            |
|             | Sint Cornelius                               | onbekend               | Kerkplein (op de begraafplaats)                                                          | Wanroij       |                   |            |
|             | Maria met kind                               | onbekend               | Kwikstraat (op de gevel van het Wapen van Wanroij)                                       | Wanroij       |                   |            |
|             | beeldengroep kruisiging van Christus         | onbekend               | Kerkplein (op de begraafplaats)                                                          | Wanroij       |                   |            |
|             | monument voor ongedoopte kinderen            | onbekend               | Kerkplein (op de begraafplaats)                                                          | Wanroij       |                   |            |
|             | kruisbeeld                                   | onbekend               | Loonseweg (hoek Stevensstraat)                                                           | Westerbeek    |                   |            |
|             | Piëta                                        | onbekend               | Kerkplein (op de begraafplaats)                                                          | Wanroij       |                   |            |
|             | wapen van de gemeente Wanroij                | onbekend               | Kwikstraat (op de voorgevel van het Wapen van Wanroij)                                   | Wanroij       |                   |            |
|             | Spelende kinderen                            | onbekend               | Gemertseweg (bij Bronlaak)                                                               | Oploo         |                   |            |
|             | toegangspoort                                | Juul Baltussen         | Kwikstraat (toegangspoort natuurtuin Corneliushof)                                       | Wanroij       |                   |            |